# Leptanilla tenuis
Leptanilla tenuis is een mierensoort uit de onderfamilie van de Leptanillinae. De wetenschappelijke naam van de soort is voor het eerst geldig gepubliceerd in 1907 door Santschi.